# Kazimierz Józef Turowski
Kazimierz Józef Turowski (ur. 3 marca 1813 w Tarnawie, zm. 20 grudnia 1874 w Bereżnicy Wyżnej) – wydawca, folklorysta, poeta, agronom; gromadził i publikował materiały folklorystyczne: pieśni, bajki ludowe, przysłowia; w 1855 zapoczątkował serię Biblioteka Polska obejmującą głównie dzieła literatury staropolskiej (wyd. początkowo w Sanoku, później Przemyślu i Krakowie); wydawca kilku czasopism, m.in. progresywnego tygodnika dla kobiet „Niewiasta” (1860 – 63).

## Życiorys

### Dzieciństwo i edukacja
Kazimierz Józef Turowski był synem Jakuba Turowskiego i Marianny z domu Buzyk. Jego ojciec, mimo szlacheckiego pochodzenia, pracował jako leśniczy w Tarnawie i Krościenku. Kazimierz w wieku siedmiu lat rozpoczął naukę w szkole w Dobromilu, potem przeniósł się do gimnazjum w Przemyślu (wówczas przodującym w kraju), a po jego ukończeniu kontynuował naukę w tamtejszym Studium Filozoficznym (1830 – 32). Podczas pobytu w Przemyślu założył wraz z przyjaciółmi stowarzyszenie o charakterze literacko–naukowym, które nazwano dumnie Przemyskim Towarzystwem Uczonych. Organizacja ta, mimo skromnej skali, wprowadziła ożywienie w intelektualne życie przemyskiej młodzieży i rozbudziła zainteresowanie literaturą w duchu narodowym. Nie było to jednak w smak władzom galicyjskiej guberni, w 1834 (już po opuszczeniu przez Turowskiego Przemyśla) wszczęto śledztwo w sprawie Towarzystwa, które ciągnęło się przez kolejne trzy lata i skończyło się dla Turowskiego tygodniem aresztu.

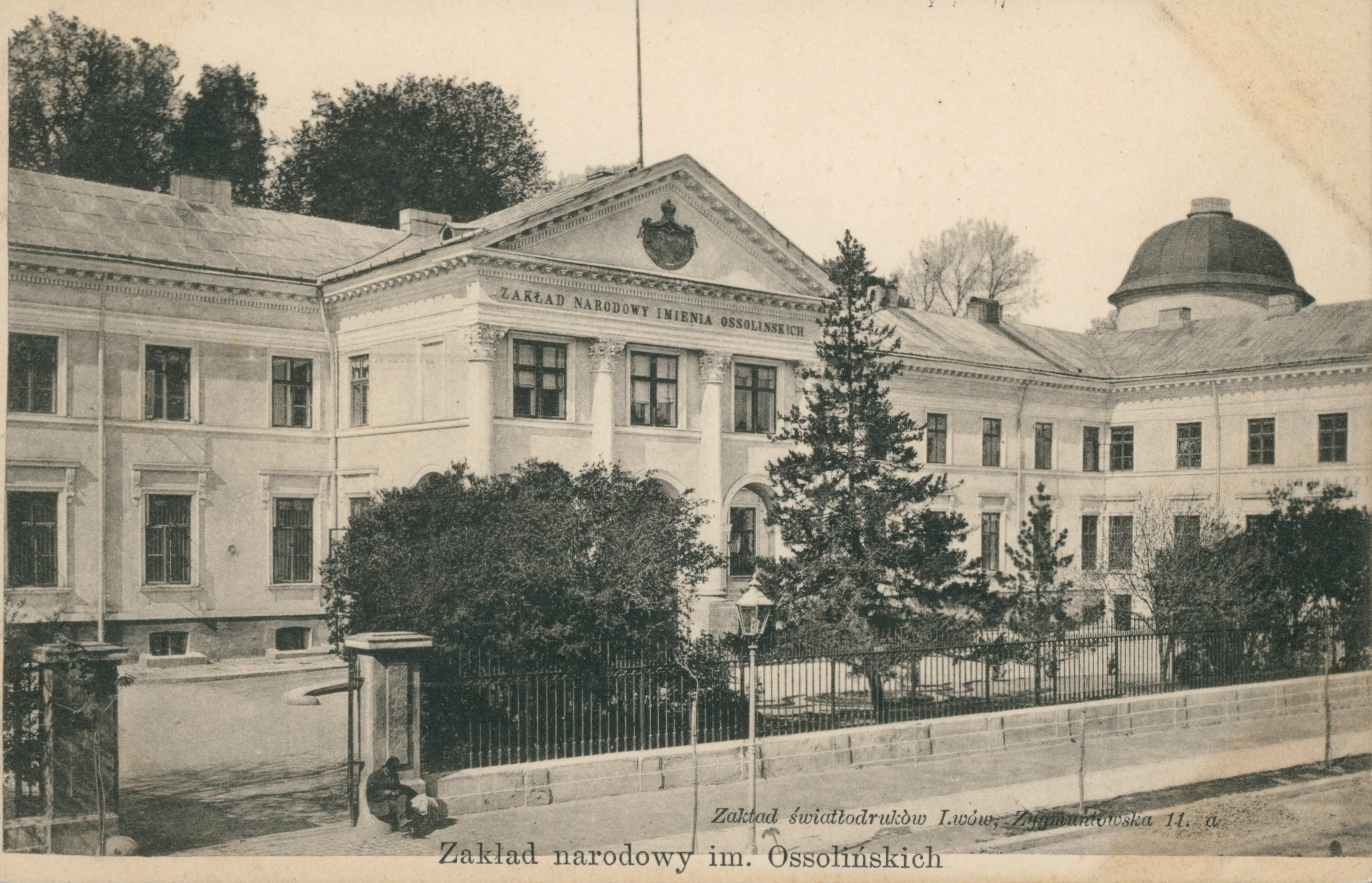
Zakład Narodowy im. Ossolińskich we Lwowie, w którym do 1836 pracował Turowski (pocztówka z 1906)

### Okres pracy w Ossolineum
W połowie 1832 roku Turowski wyjechał do Sanoka, a rok później przeniósł się do Lwowa, w którym początkowo zarabiał jako prywatny nauczyciel języka polskiego. W listopadzie 1833 rozpoczął pracę praktykanta w Zakładzie Narodowym im. Ossolińskich. Praca ta, podjęta za dyrektury Konstantego Słotwińskiego ujawniła niezwykłą energię młodego literata, który zasypywał swoich pracodawców niezliczonymi pomysłami na nowe projekty (jak sam pisał w liście do przełożonego: „We dniu mamy 24 godzin, radbym zatem przynajmniej 14 na czymś użytecznym trawić”). To właśnie wtedy Turowski zainteresował się folklorem i rozpoczął wędrówki etnograficzne po ziemi przemyskiej i sanockiej, zbierając bajki, opowieści i przysłowia ludu ukraińskiego. Dokonał też przekładu na język małoruski utworu Sąd Libuszy z „odkrytego” wówczas Rękopisu zielonogórskiego, rzekomego pomnika staroczeskiego piśmiennictwa, a w rzeczywistości charakterystycznej dla epoki romantyzmu mistyfikacji. Zaangażowanie Turowskiego w pracę dla Ossolineum nie przekładało się jednak na jego zarobki i w 1836 roku trudna sytuacja materialna zmusiła go do porzucenia pracy i opuszczenia Lwowa.

### Małżeństwo i okres gospodarski

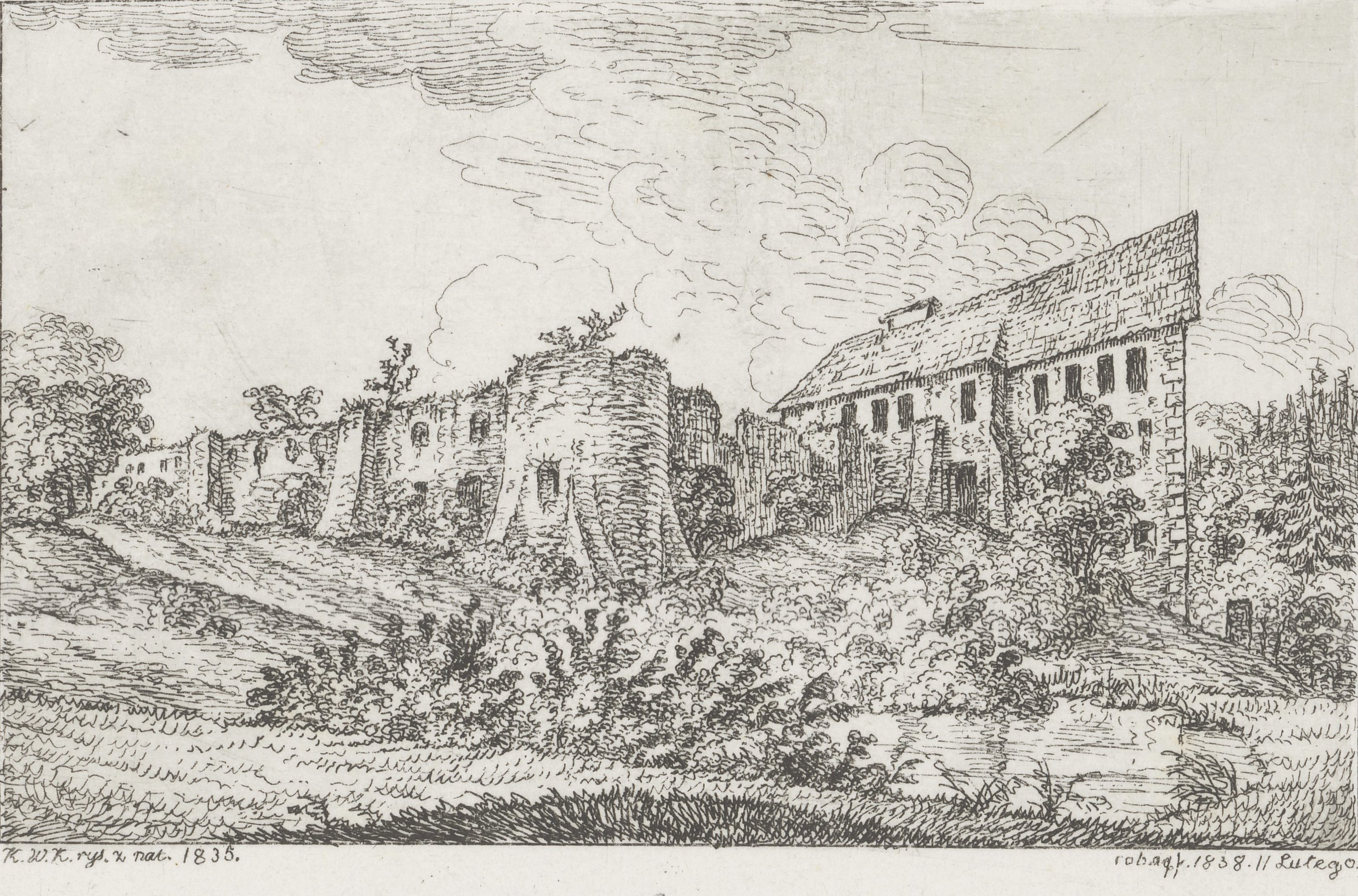
Ruiny zamku w Lesku, siedziby Krasickich, zniszczonego w pożarze z 1785 roku (akwaforta Kajetana Kielisińskiego, 1838)

Na dalsze losy Turowskiego główny wpływ miała, nawiązana w Ossolineum, znajomość z innym folklorystą – Janem Kantym Podoleckim, znanym konspiratorem i działaczem niepodległościowym. Podolecki wprowadził Turowskiego na dwór leski Krasickich, będący wówczas ważnym ośrodkiem życia kulturalnego i konspiracji. O zamek w Lesku ocierali się wówczas liczni politycy i działacze niepodległościowi, głównie związani ze stronnictwem Hotelu Lambert oraz śmietanka galicyjskiej inteligencji. Do stałych bywalców należał również Wincenty Pol, którego z Turowskim łączyło zamiłowanie do lokalnego folkloru i literatury. Między dwoma uczonymi szybko zrodziła się przyjaźń, zacieśniana podczas wspólnych wycieczek etnograficznych, których pokłosiem był wydany dopiero w 1846 Dodatek do zbiorów pieśni ludu polskiego i ruskiego. Podczas swoich wędrówek po ziemi sanockiej Turowski był częstym gościem w domu Podoleckich w Rzepedzi, w którym poznał siostrę gospodarza i swoją przyszłą żonę – Domicelę. Małżeństwo ze starszą o 17 lat szlachcianką było prawdopodobnie skutkiem wyrachowanych kalkulacji borykającego się z problemami finansowymi młodego uczonego. Para wzięła ślub 26 czerwca 1837 roku w kościele parafialnym w Bukowsku. Domicela wniosła w posagu Turowskiemu wieś Rzepedź, co zapoczątkowało trwający około 20 lat okres, w którym zajmował się głównie gospodarstwem wiejskim i agronomią. Początkowo gospodarował w Rzepedzi wraz ze swoim szwagrem, Janem Kantym, lecz gdy ten ożenił się i wyprowadził w okolice Złoczowa, Turowscy sprzedali swój majątek. Od tego czasu Turowski zarządzał licznymi gospodarstwami, m.in. w Korczówce i Czortowcu. Mimo zmiany trybu życia, nie porzucił swoich zamiłowań literackich i folklorystycznych. W lokalnych czasopismach publikował swoje poezje oraz przekłady (m.in. dwa sonety Jana Kollara z niosącego treści panslawistyczne cyklu Slávy dcera), ale największy rozgłos przyniosły mu publikacje z dziedziny szeroko pojętych nauk rolniczych. Doświadczenie zdobyte podczas zarządzania licznymi gospodarstwami, umiejętności przekazane mu przez ojca – leśnika, otwartość na nowoczesne rozwiązania i zamiłowanie do nauk przyrodniczych sprawiły, że Turowski szybko stał się autorytetem z zakresu agronomii. Od 1843 roku jego artykuły ukazywały się na łamach lwowskiego „Tygodnika Rolniczo–Przemysłowego”, a w kolejnych latach wydał dwie prace: O urządzeniu i zarządzie dóbr oraz Krótka nauka dla pp. ekonomów. W 1848 roku Turowski wraz z żoną i czwórką adoptowanych dzieci (Turowscy nie posiadali naturalnego potomstwa) powrócił w rodzinne okolice i osiadł na długie lata w wiosce Żubracze, malowniczo położonej pośród bieszczadzkich szczytów. 

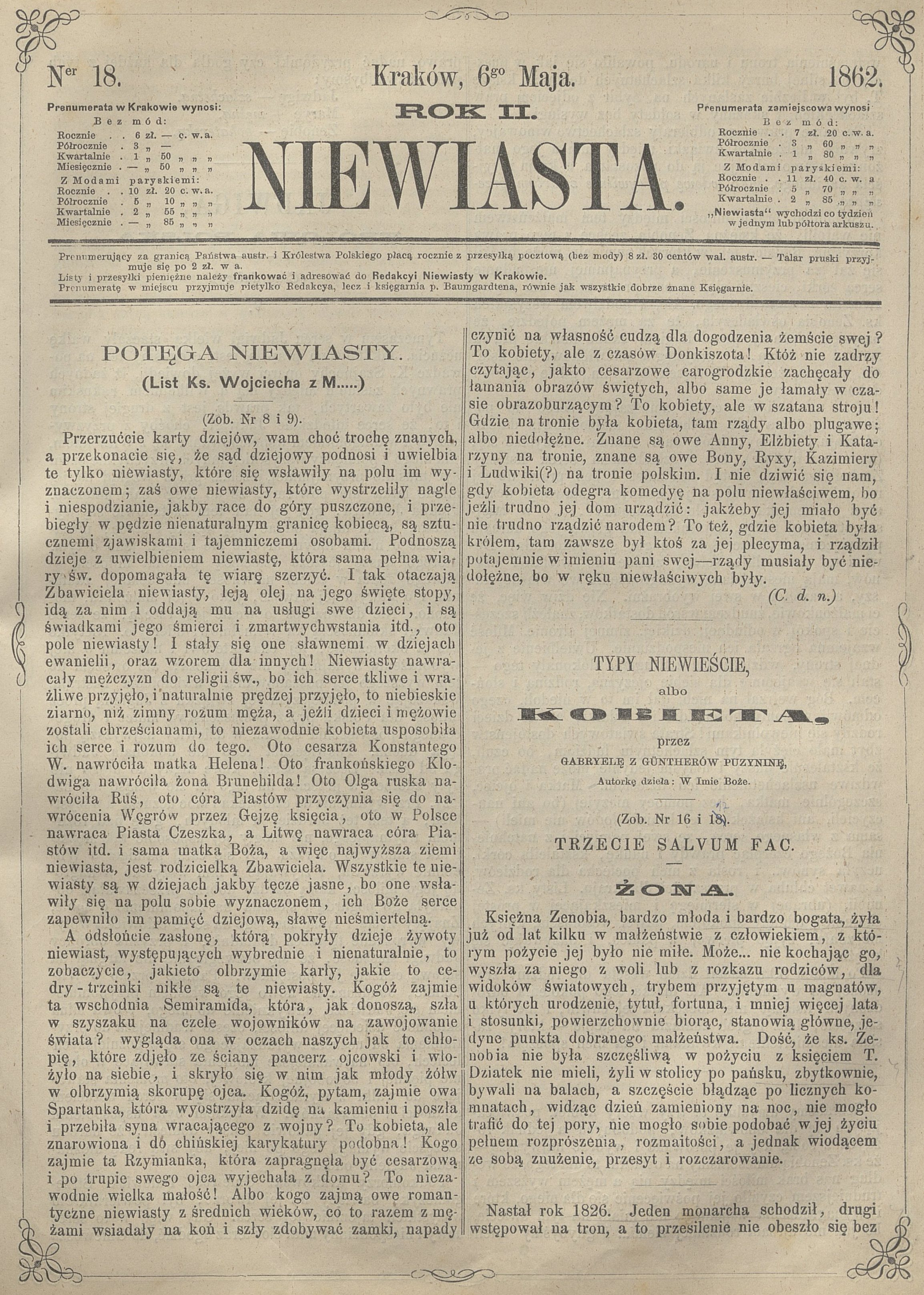
Pierwsza strona wydawanego przez Turowskiego tygodnika „Niewiasta” (R.2, Ner 18; 6 maja 1862)

### PowstanieBiblioteki Polskieji czasopisma „Niewiasta”
W grudniu 1854 roku majątek Turowskiego nawiedził pożar, który postawił go po raz kolejny w fatalnej sytuacji materialnej. Aby się ratować, Turowski wpadł na pomysł publikacji okolicznościowej broszurki, z której dochód przeznaczony był dla miejscowych pogorzelców. Tak powstała książeczka pt. O wzajemnym zabezpieczaniu się od szkód, przedstawiająca nowatorskie propozycje w zakresie ubezpieczeń i będąca primum mobile powstania Biblioteki Polskiej. Było to wielkie jak na owe czasy i możliwości Turowskiego przedsięwzięcie wydawnicze, opierające się głównie o formę prenumeraty. Początkowo zeszyty Biblioteki wydawane były w Sanoku, lecz po konflikcie ze swoim wspólnikiem – drukarzem Karolem Pollakiem, redakcję przeniesiono początkowo do Przemyśla (1856), a ostatecznie do Krakowa (1857). Podczas pobytu w Krakowie Turowski wpadł na pomysł wydawania pisma dla kobiet o treści ogólnokulturalnej i obyczajowej, który zrealizował w 1860 roku pod postacią tygodnika „Niewiasta”. Periodyk ten ukazywał się przez kolejne trzy lata i koncentrował się na sprawach pedagogicznych w duchu postępowym. Mimo intensywnej pracy wydawniczej, Turowski wciąż zmagał się z kłopotami finansowymi. Zarówno Biblioteka Polska jak i Niewiasta nie przynosiły oczekiwanych zysków, w 1863 roku Turowski został zmuszony do zamknięcia działalności wydawniczej i powrotu do gospodarowania majątkiem w Żubraczu. 

### Ostatnie lata życia
Długi i bankructwo wydawnictwa zmusiły Turowskiego do poszukiwania dodatkowego zatrudnienia. Aplikował na posadę bibliotekarza u Potockich w Wilanowie, wykładowcy na Uniwersytecie Jagiellońskim, a nawet prywatnego guwernera, jednak wszystkie te starania spełzły na niczym. Mimo tych niepowodzeń, niezwykła energia Turowskiego sprawiła, że jeszcze raz postanowił spróbować swoich sił jako wydawca i w 1865 roku wyszedł z inicjatywą publikowania w Przemyślu czasopisma „Prawda”, prawdopodobnie o tendencjach panslawistycznych. Pismo nie zyskało jednak popularności i po dwóch numerach przestało się ukazywać. W 1866 Turowski przekazał Żubracze swojemu adoptowanemu synowi, Franciszkowi, a sam przeniósł się do miejscowości Rakowa pod Samborem. W 1868 roku podjął ostatnią próbę wydawniczą, wprowadzając na rynek dwutygodnik „Słowianin”, głoszący potrzebę jedności wszystkich narodów słowiańskich. Turowski nie mógł wybrać gorszego czasu na publikację podobnych poglądów – prześladowania Polaków w zaborze rosyjskim po upadku powstania styczniowego oraz narastające konflikty w Galicji między Polakami a Ukraińcami sprawiły, że Turowski spotkał się z powszechnym oburzeniem i potępieniem. Niesłusznie oskarżany o agitację na rzecz Rosji, mocno przeżywający czynione mu wyrzuty, powrócił do miasta swego dzieciństwa – Dobromila, w którym przyszło mu spędzić ostatnie lata życia. Kazimierz Józef Turowski zmarł 20 grudnia 1874 roku w Bereżnicy Wyżnej, w skrajnej nędzy i zapomnieniu. Jego szczątki pochowano dwa dni później na cmentarzu w pobliskiej Wołkowyji.

## Twórczość

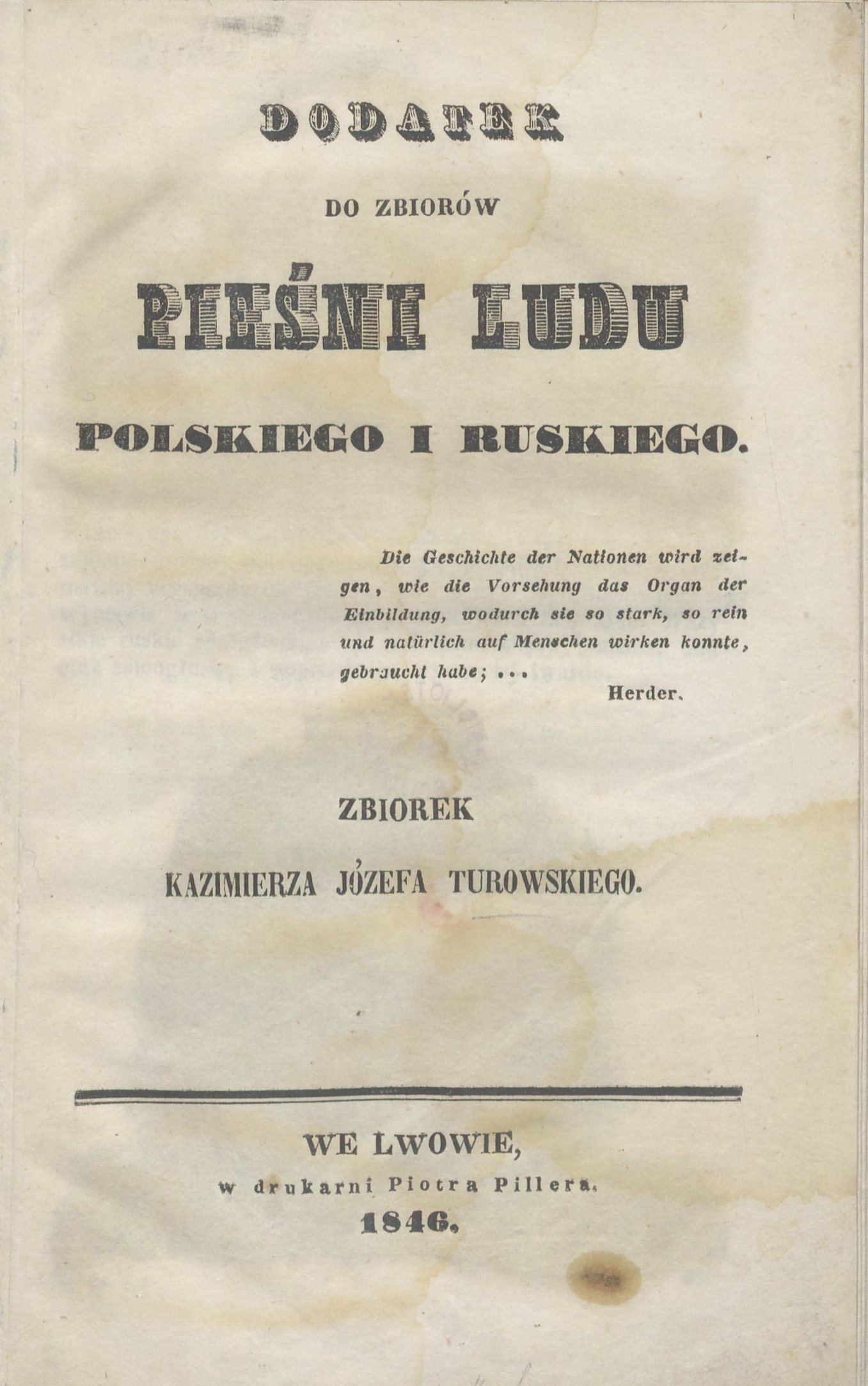
Dodatek do pieśni ludu polskiego i ruskiego, czyli owoc wspólnych wypraw etnograficznych z Wincentym Polem (Lwów, 1846)

Turowski był autorem kilku zbiorów wierszy, jednego dramatu, licznych publikacji z zakresu agronomii oraz zbiorów pieśni ludowych. O ile jego dzieła z zakresu literatury pięknej nie spotkały się z uznaniem krytyki, o tyle jego publikacje naukowe były niezwykle rzetelne i postępowe. W swoich czasach uchodził za eksperta w szeroko pojętym zakresie nauk rolniczych. Trudno też przecenić jego pracę w dziedzinie etnografii, w której wykazywał się niezwykłą jak na tamtą epokę drobiazgowością i sumiennością.

### Wybrane dzieła
- Pierwiastkowe płody (Przemyśl, 1829)
- O urządzeniu i zarządzie dóbr (Lwów, 1844)
- Dodatek do zbiorów pieśni ludu polskiego i ruskiego (Lwów, 1846)
- Władysław : obraz tragiczny (Lwów, 1846)
- Krótka nauka dla JJ. PP. Ekonomów (Lwów,1847)

## Biblioteka Polska

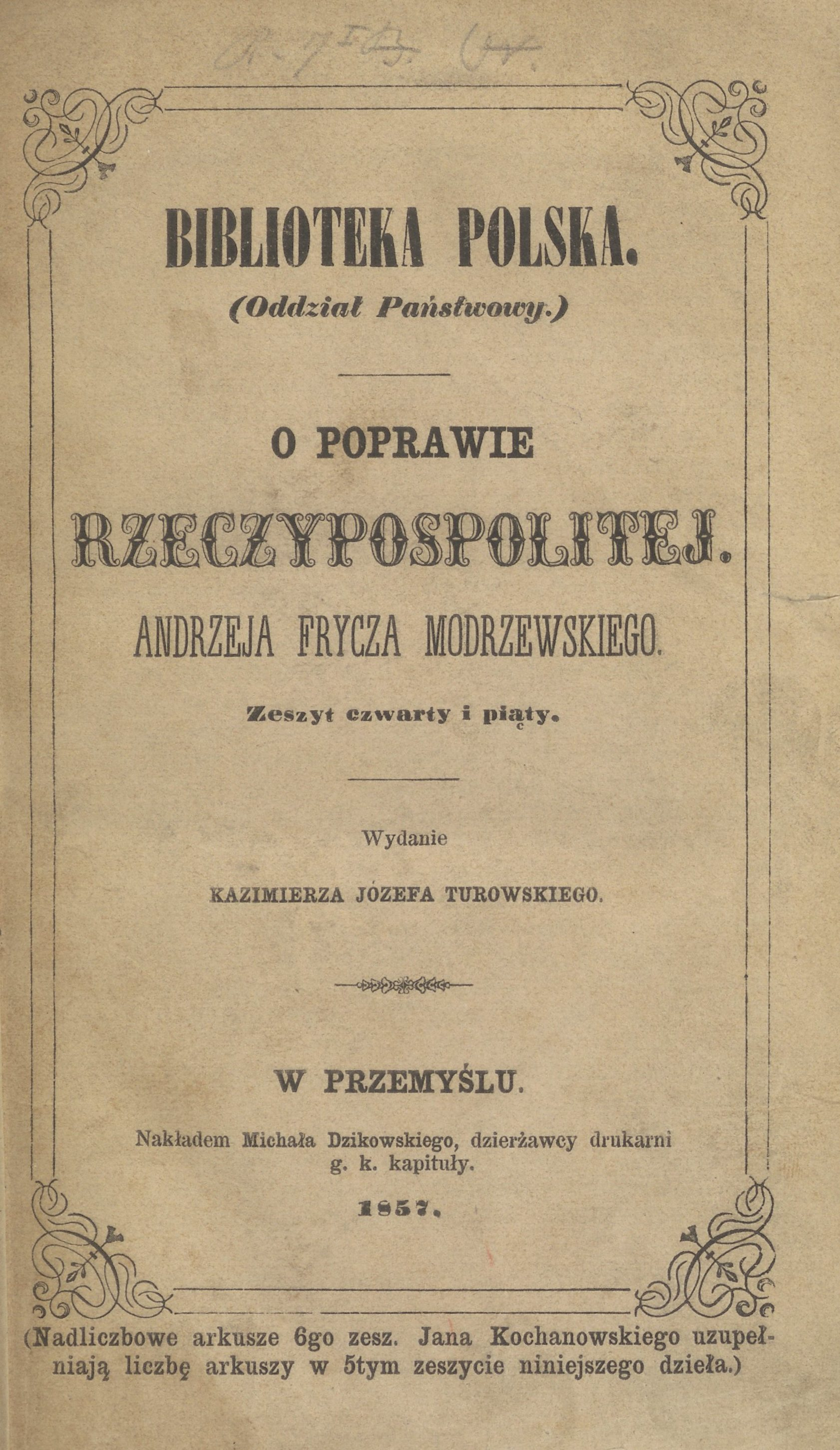
Traktat Andrzeja Frycza Modrzewskiego jako przykładowa publikacja wydawnictwa Biblioteka Polska (Przemyśl, 1857)

Na szczególną uwagę zasługuje prowadzone przez Turowskiego w latach 1855 – 63 wydawnictwo Biblioteka Polska. Było to w ówczesnej Polsce wydarzenie dużej wagi, największa od czasów rozbiorów próba zbliżenia współczesnego pokolenia do przeszłości i przybliżenia czytelnikom dorobku wcześniejszych pokoleń. Wydawnictwo opublikowało łącznie 380 pozycji, koncentrując się głównie na literaturze polskiej z okresu między XVI a XIX wiekiem. Pośród publikacji znalazły się dzieła Jana Kochanowskiego, Piotra Skargi, Jana Chryzostoma Paska czy Ignacego Krasickiego. Warto zaznaczyć, że niektórych dzieł opublikowanych przez Bibliotekę Polską nie wznawiano później przez dziesiątki lat (a pewnych tytułów nie wznowiono do czasów współczesnych) i to właśnie edycje Turowskiego były podstawą badań przyszłych znawców literatury staropolskiej. Z wydawnictwem współpracowało (czy to udzielając wsparcia merytorycznego, czy finansowego) wiele wybitnych osobistości, z których warto wymienić Józefa Ignacego Kraszewskiego, Edmunda Krasickiego, Wincentego Pola, Józefa Załuskiego, Augusta Bielowskiego i Żegotę Paulego.